# Catastenus ocularis
Catastenus ocularis är en stekelart som beskrevs av André Seyrig 1934. Catastenus ocularis ingår i släktet Catastenus och familjen brokparasitsteklar. Inga underarter finns listade.